# Mandisa Stevenson
Mandisa Araminta Sanura Stevenson (Decatur, 4 febbraio 1982) è un'ex cestista statunitense, professionista nella WNBA.